# Минусинский краеведческий музей
Минусинский региональный краеведческий музей им. Н. М. Мартьянова — один из старейших краеведческих музеев в Сибири, старейший музей Красноярского края. Основан в Минусинске в 1877 году.

## История
Создателем музея и главным его хранителем до конца жизни был провизор (заведующий аптекой), страстный собиратель и коллекционер Николай Михайлович Мартьянов (1844—1904), обосновавшийся в Минусинске в 1874 году.
Вначале музей располагался в доме городского головы Г. И. Гусева (ул. Обороны, 49). В 1878 году по решению Городской думы при музее была открыта местная публичная библиотека. На её содержание дума выделила 200 рублей серебром.
С момента своего возникновения сам музей существовал исключительно на общественные пожертвования, 75 % из них составляли вклады простых горожан и окрестных крестьян. Только в 1900 году от казны было получено 1500 рублей. Н. М. Мартьянов почти 30 лет возглавлял музей на общественных началах, но нужно было содержать семью, и поэтому он вынужден был служить аптекарем.
В 1879 году для музея было отведено здание на Соборной площади Минусинска, но оно не удовлетворяло нуждам музея. Поэтому было принято решение о постройке специального здания. Проект был разработан иркутским архитектором В. А. Рассушиным при содействии политического ссыльного, сотрудника музея А. О. Лукошевича. Строительство нового здания музея началось в мае 1887 года и было завершено в 1890 году.
В 1885 году число посетителей музея достигло 8 тысяч человек, причём, большинство приходилось на долю крестьян.
Коллекции музея были отмечены наградами на российских и зарубежных выставках — во Флоренции (1885), на Сибирско-Уральской выставке в Екатеринбурге (1887), Всероссийской промышленной выставке в Нижнем Новгороде (1896), Всемирной выставке в Чикаго (1893) и на Всемирной выставке в Париже (1900).
Устав Минусинского музея, автором которого являлся Н. М. Мартьянов, был положен в основу уставов многих сибирских музеев.
13 декабря 1904 года, в день смерти Н. М. Мартьянова, Городская дума приняла решение назвать его именем музей и улицу, на которой жил Николай Михайлович. Между первым и вторым корпусами музея в советское время установлен бюст его основателю работы скульптора Г. Д. Лаврова.

## Фонды музея
Музейное собрание насчитывает 253 тысячи предметов. Крупнейшие коллекции: естественной истории (геология, ботаника, зоология, палеонтология) — свыше 45 тыс. единиц хранения; археологии — 33 тыс. ед. хранения; этнографии (хакасы, тувинцы, русские, мордва, немцы и др.) — свыше 10 тыс. ед. хранения; коллекция негативов и фотографий — свыше 9 тыс. ед. хранения.
К числу уникальных можно отнести: собрание бронзовых предметов эпохи позднего бронзового (XIII—VIII вв. до н. э.) и раннего железного (VII—II вв. до н. э.) веков; коллекцию каменных изваяний, стел и плит с изображениями от эпохи ранней бронзы до раннего средневековья, в том числе — собрание стел с руноподобными орхоно-енисейскими надписями (VII—XIII вв.); коллекцию этнографии народов Саяно-Алтая (хакасов, тувинцев и др.); коллекцию гербариев растений и грибов Саяно-Алтая.
Фонд научной библиотеки музея составляет более 135 тысяч единиц.
Численность персонала — 72 человека.
Проводятся «Мартьяновские чтения» (XXXV — в декабре 2024 года).

## Филиалы
- Мемориальный музей «Дом-квартира Г. М. Кржижановского и В. В. Старкова». Открыт в 1970 году. Адрес: 662800, Красноярский край, г. Минусинск, ул. Октябрьская, 73. Экспозиционно-выставочная площадь — 220 м².
- Музей декабристов. Открыт в 1997 г. Адрес — г. Минусинск, ул. Обороны, 59 а.

## Известные сотрудники
- Кропоткин, Александр Александрович
- Клеменц, Дмитрий Александрович
- Савенков, Иван Тимофеевич
- Яковлев, Алексей Иванович

## Директора музея
- Николай Михайлович Мартьянов — с 1877 по 1904 гг.
- Николай Иванович Тропин — с 17 февраля по 17 августа 1905 г.
- Арсений Арсеньевич Ярилов — с 1905 по 1907 гг.
- Иван Тимофеевич Савенков — с 1908 по 1911 гг.
- Василий Михайлович Борейша — с 1911 по 1913 гг.
- Василий Дмитриевич Кожанчиков — с 1915 по 1929 гг.
- Александр Васильевич Харчевников — с 1929 по 1937 гг.
- Александр Устинов — с 1937 по 1939 гг.
- Павел Александрович Руднев — с 1939 по 1940 гг.
- Павел Антонович Иссинский — с 1940 по 1941 гг.
- Ермил Фомич Гущин — с 18 августа 1941 по 20 декабря 1941 г.
- Тамара Фёдоровна Маркова — с 1941 по 1949 гг.
- Яков Александрович Крылов — 1949 по 1951 гг.
- Павел Парфентьевич Сиротенко — с 1951 по 1953 гг.
- Мицкевич — с 1953 по 1954 гг.
- Иван Иванович Павлючек — с 1954 по 1971 гг.
- Владимир Алексеевич Ковалёв — с 1971 по 1999 гг.
- Людмила Николаевна Ермолаева — с 1999 по 2017 гг.
- Светлана Анатольевна Борисова — с 2017 года по н.в.